# Нижній Бугриш
Нижній Бугри́ш (рос. Нижний Бугрыш) — присілок в Сарапульському районі Удмуртії, Росія.
Урбаноніми:
- вулиці — Залізнична, Клубна, Станційна, Шкільна
- провулки — Поштовий

## Населення
Населення становить 92 особи (2010, 90 у 2002).
Національний склад (2002):
- росіяни — 95 %